# 捣蛋鬼提尔
“捣蛋鬼提尔”是德国14世纪一个喜欢恶作剧的传说人物，最早在1510年出版的一部低地德语故事集中作为主角出现。

## 人物简介
“捣蛋鬼提尔”的全名为提尔·奥伊伦施皮格尔（Till Eulenspiegel；又译“乌兰斯匹格”），相传1300年时出生于北德小镇克奈特林根。奥伊伦施皮格尔流浪四方，到过北德、低地诸国、丹麦、波希米亚、波兰、意大利等地方。根据墓碑上刻字的字体判断，提尔·奥伊伦施皮格尔1350年左右在默尔恩逝世。
广为流传的故事当中，捣蛋鬼提尔是个聪明伶俐的捣蛋鬼，富有洞察力和幽默感，他的恶作剧往往是用一些成语玩文字游戏，来嘲讽他人或是发泄不满。捣蛋鬼提尔的姓氏由单词“猫头鹰”（Eule）和“镜子”（Spiegel）组成，1515年出版的故事集插图中就已出现了手持猫头鹰和镜子的捣蛋鬼提尔形象。“镜子”在中世纪德语中有“垂训、箴言”之意，而“猫头鹰”在古希腊被认作智慧之鸟，中世纪时又当作魔鬼之鸟，这些意象的含义恰恰体现出捣蛋鬼提尔的多样性格。这种中世纪常见的愚人文学体裁借捣蛋鬼之口对权威和社会现实进行讽刺，他手持的镜子就象征了对时代精神的折射。
捣蛋鬼提尔在故事里并不是宫廷里插科打诨的弄臣，开始时也没有特别的穿着，后来人们演绎他的故事时赋予了其经典形象：带着“驴耳朵”帽子，上面点缀铃铛。

## 故事集
《捣蛋鬼提尔》首版故事集由约翰内斯·格吕宁格出版，在16世纪已经翻译成多个欧洲语言，包括拉丁语、法语、荷兰语、英语和波兰语。几个世纪以来，人们不断修正故事的情节，主人公的喜剧形象也从早期的粗鄙逐渐正面化。如今，捣蛋鬼提尔的故事已经有多达280种语言的译本。

## 影响
捣蛋鬼提尔的故事在德国家喻户晓，德语中有不少用他名字的熟语和谚语，法语词 espiègle（“调皮，淘气”）也是从他的名字里演化出来。他的形象在德国文化中随处可见，狂欢节上的小丑穿成他的模样，人们为他建造雕塑、博物馆，将他印在邮票、纪念币上，用他的名字命名道路，不一而足。

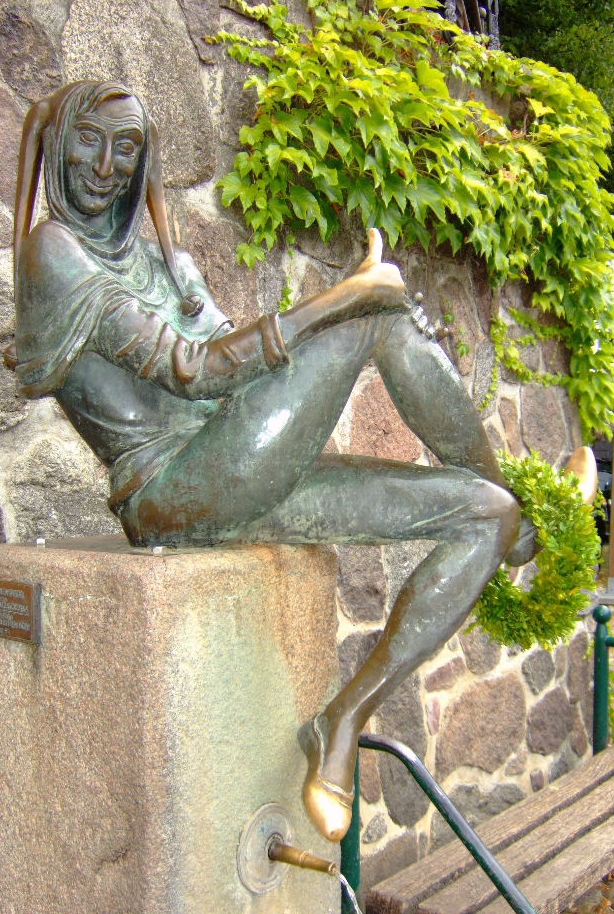
捣蛋鬼提尔雕塑，位于默尔恩
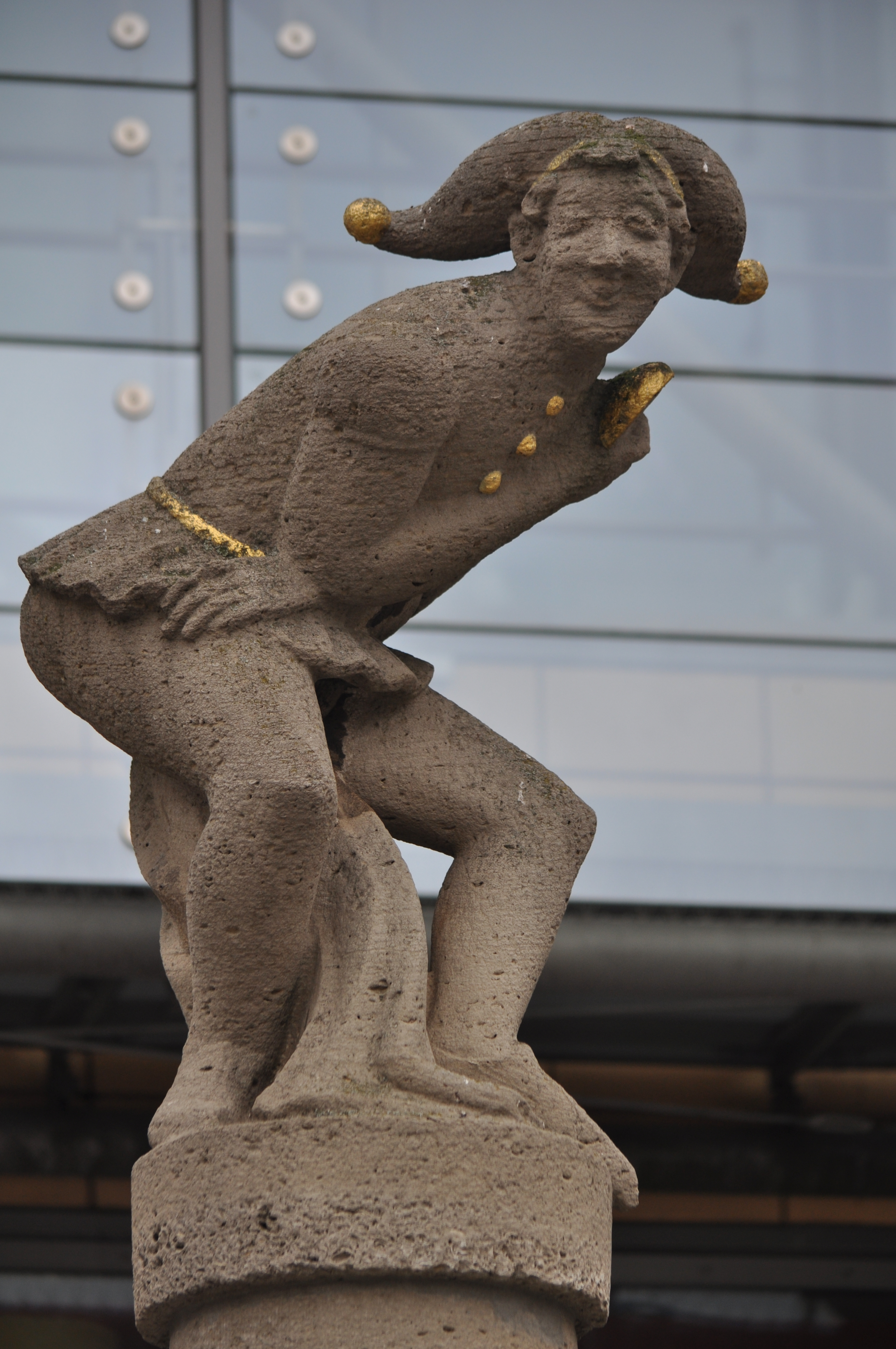
喷泉雕塑，位于马格德堡
2011年德国发行的十欧元纪念币
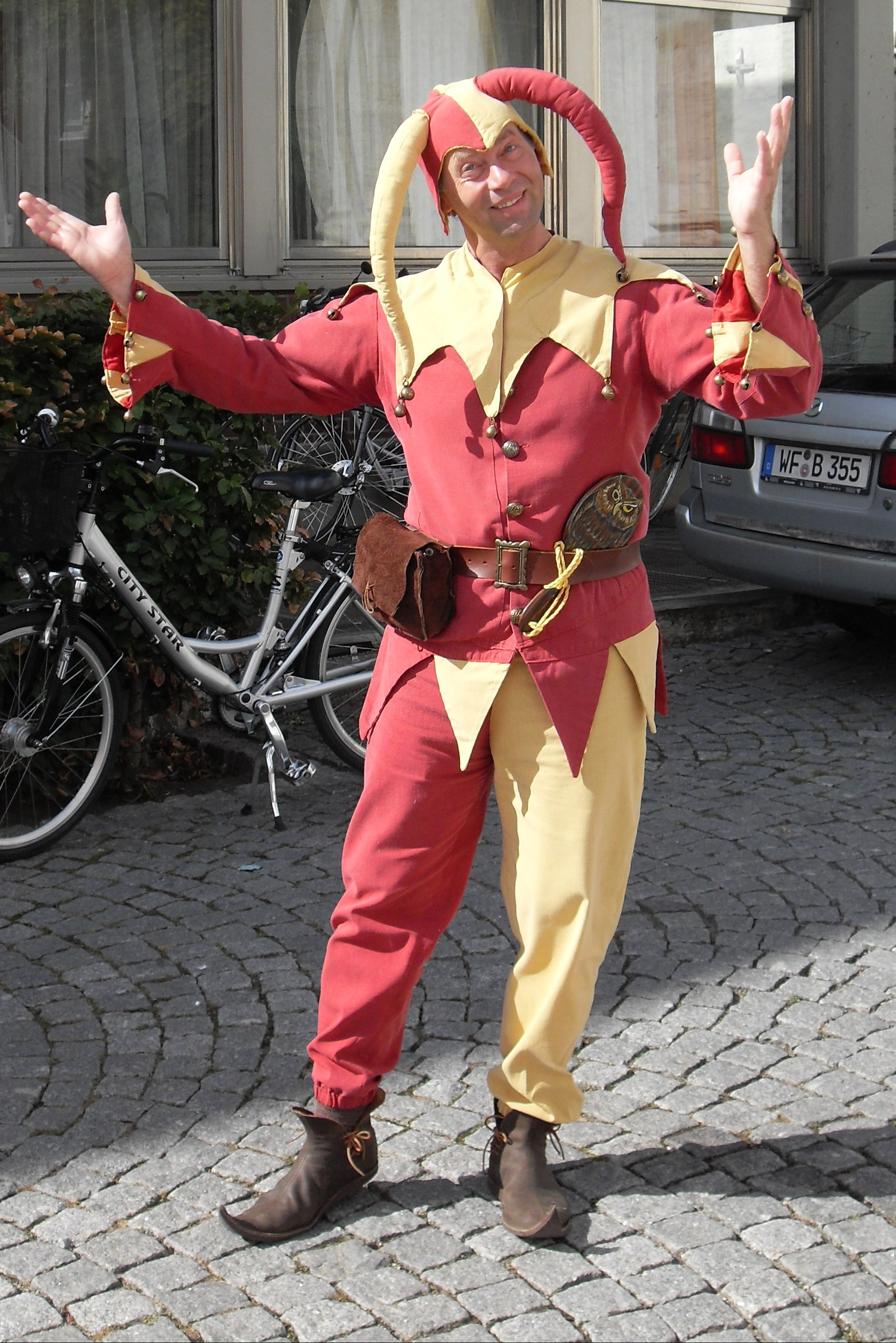
节日时穿成捣蛋鬼提尔模样的男人
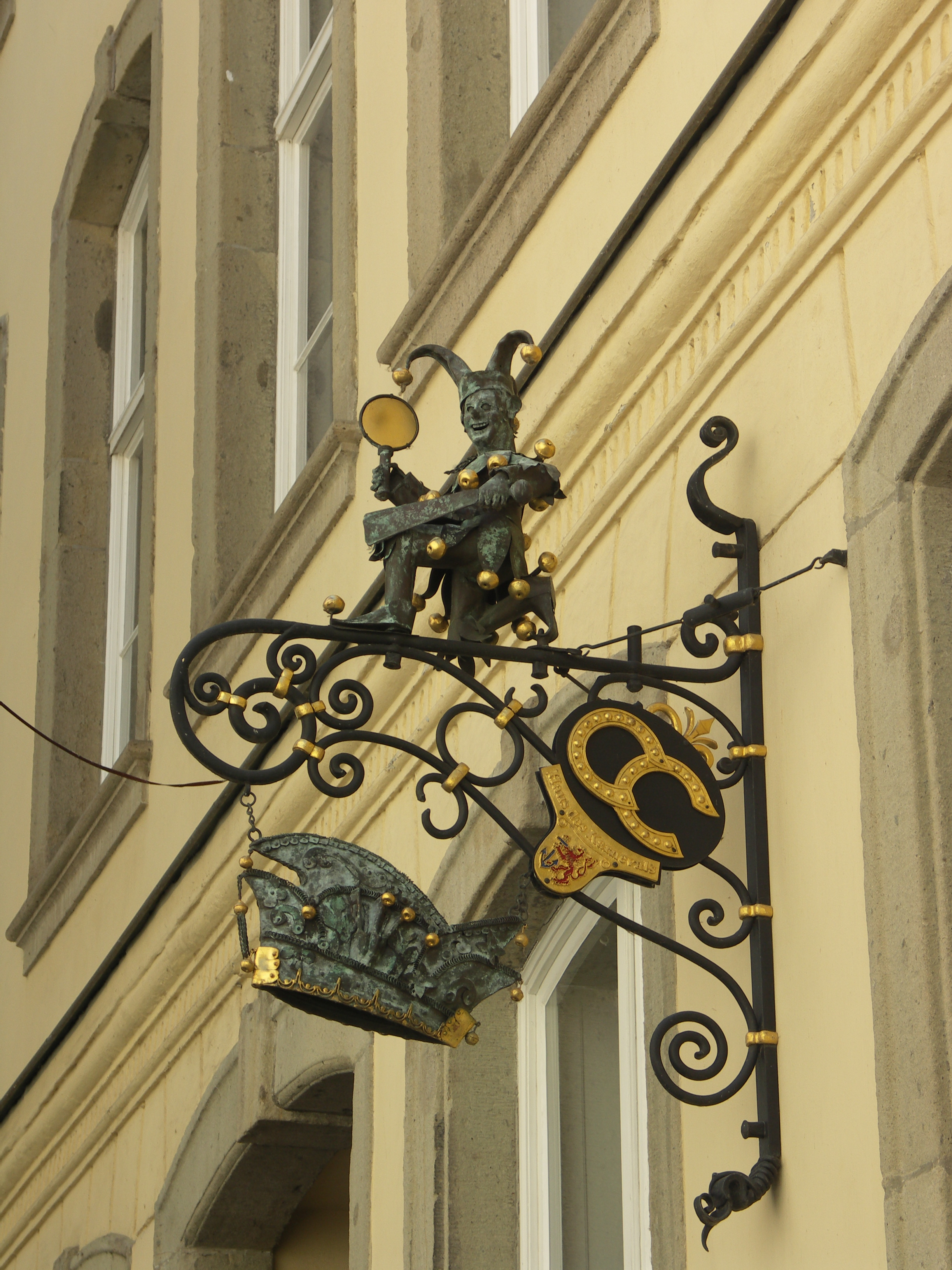
杜塞尔多夫狂欢节博物馆外墙上的捣蛋鬼提尔

捣蛋鬼提尔的故事被汉斯·萨克斯、埃利希·克斯特纳、克里斯塔·沃尔夫、夏尔·德·高斯特等许多作家用来二次创作，其中后者的小说《乌兰斯匹格传奇》成为了比利时文学的经典作品。在德国、法国、荷兰、苏联等国，捣蛋鬼提尔的故事还被拍成电影。歌剧和音乐方面也有提尔的影子，比如理查德·斯特劳斯的交响诗《提尔恶作剧》。
1991年德国卡尔·史瓦西天文台发现的小行星55749以“奥伊伦施皮格尔”（Eulenspiegel）命名。

2003年動畫長片《街頭小遊俠》(Till Eulenspiegel)中的主角便是搗蛋鬼提爾。

## 其他文化中的类似人物
- 北非、土耳其和中亚等地伊斯兰文化：纳斯尔丁
- 东非斯瓦希里文化：阿布·努瓦斯
- 意第绪语文化：赫舍莱（英语：Hershel of Ostropol）
- 斯里兰卡：安达尔（Andare）
- 蒙古：巴达尔钦（俄语：Бадарчин）
- 泰国：西他农猜（英语：Sri Thanonchai）
- 马来半岛：潘迪尔
- 印度尼西亚：卡巴扬（英语：Kabayan）
- 西藏地区：阿叩登巴（英语：Akhu Tönpa）、竹巴衮烈（英语：Drukpa Kunley）
- 台灣：白賊七